# هاکون وولدن
هاکون وولدن (انگلیسی: Håkon Singsdal Volden؛ زادهٔ ۲۵ مهٔ ۲۰۰۷) بازیکن فوتبال اهل نروژ است که در حال حاضر برای باشگاه فوتبال روزنبورگ بازی می‌کند.
وی همچنین در تیم‌های ملی فوتبال زیر ۱۶ و زیر ۱۷ سال نروژ بازی کرده است.

## دوران باشگاهی
در آوریل ۲۰۲۴، هاکون وولدن یک قرارداد با تیم اول با باشگاه فوتبال روزنبورگ امضا کرد. چند روز بعد، در ۷ آوریل، او در یک بازی لیگ به عنوان بازیکن تعویضی برای روزنبورگ به میدان رفت و اولین بازی خود را انجام داد که مقابل استرومسگودست بود.
سه روز پس از اولین بازی‌اش، او در یک مسابقه جام مقابل باشگاه فوتبال سوررسبرگ به عنوان بازیکن اصلی بازی کرد و کل بازی را در پیروزی ۶ بر صفر انجام داد.